# Михаин Лопез
Михаин Лопез (Пинар дел Рио, 20. август 1982) је кубански рвач грчко-римским стилом, и троструки олимпијски победник. Златне медаље освојио је у Пекингу 2008, Лондону 2012. и Рио де Жанеиру 2016. Сва три пута је носио заставу Кубе на церемонији отварања. Такође је учествовао и на Олимпијским играма у Атини 2004. када је био пети.
На Светским првенствима 2005, 2007, 2009, 2010. и 2014, а други је био 2006, 2011. и 2015. Четири пута је освојио и златне медаље на Панамеричким играма: 2003, 2007, 2011. и 2015.